# Nacionalni park Wind Cave
Nacionalni park Wind Cave je jedan od ukupno 58 nacionalnih parkova smještenih na području Sjedinjenih Američkih Država.

## Ostali projekti
|  | Zajednički poslužitelj ima još gradiva o temi Nacionalni park Wind Cave |